# L'Ombre d'un géant (album)
Pour le film de 1966, voir L'Ombre d'un géant.
L'Ombre d'un géant est l'album de la comédie musicale éponyme écrite et composée par François Valéry.

## Titres
1. Pour aimer plus fort 4:43 - Rose Laurens, Sophie Delmas, Hanna H
2. Entrer dans l'amour 4:10 - Hanna H
3. Il ne parle jamais à personne 4:06 - Kwin
4. Avoir du talent 3:42 - Jonathan Kerr
5. Salsa 2:29 - Rose Laurens
6. Rêver d'être une star ! 4:07 - Sophie Delmas
7. Est-ce que c'est moi? 3:04 - Bruno Desplanche
8. Je suis avec toi 3:41 - Rose Laurens
9. J'veux plus qu'on m'aime 3:32 - Bruno Desplanche
10. Qui saura jamais 3:20 - Hanna H
11. M'aimeras-tu encore demain? 3:56 - Hanna H, Bruno Desplanche
12. Final 1:27

## Crédits
- Auteur - compositeur : François Valéry
- Dialogues : Thierry Sforza
- Arrangements : Lionel Borée

## Singles
- Pour aimer plus fort - 2001 (no 40 France)
- Entrer dans l'amour - 2002
- Rêver d'être une star - 2002 (no 55 France)